# Just Tryin' ta Live
Albums de Devin the Dude
The Dude
(1998) To tha X-Treme
(2004)
Just Tryin' ta Live est le deuxième album studio de Devin the Dude, sorti le 29 janvier 2002.
L'album s'est classé 11e au Top R&B/Hip-Hop Albums et 61e au Billboard 200.

## Liste des titres
| No  | Titre                                                                                  | Auteur                                                              | Contient un (des) sample(s) de                                  | Durée |
| --- | -------------------------------------------------------------------------------------- | ------------------------------------------------------------------- | --------------------------------------------------------------- | ----- |
| 1.  | Zeldar (Produit par Domo)                                                              | Devin Copeland, M. Poye                                             |                                                                 | 2:43  |
| 2.  | It's a Shame (featuring Pooh Bear – Produit par Dr. Dre)                               | D. Copeland, A. Young, J. Boyd                                      |                                                                 | 3:48  |
| 3.  | R & B (Produit par Rob Quest, DJ Styles et Mike Dean)                                  | D. Copeland, M. Dean, H. Cross, R. Ellison, D. Johnson, R. McQueen  |                                                                 | 4:14  |
| 4.  | Lacville '79 (Produit par Devin the Dude)                                              | D. Copeland, D. Edwards                                             |                                                                 | 5:17  |
| 5.  | I-Hi (Produit par Domo)                                                                | D. Copeland, M. Poye                                                |                                                                 | 3:08  |
| 6.  | Who's That Man, Moma (Produit par Rob Quest et Devin the Dude)                         | D. Copeland, R. McQueen                                             |                                                                 | 5:45  |
| 7.  | Some of 'Em (featuring Nas et Xzibit – Produit par T-Mix)                              | D. Copeland, Alvin Joiner, Nasir Jones, T. Jones                    |                                                                 | 3:14  |
| 8.  | Go Somewhere (Produit par Rob Quest, Devin the Dude et Mike Dean)                      | D. Copeland, M. Dean, R. McQueen                                    |                                                                 | 4:08  |
| 9.  | Whatever (Produit par Rob Quest et Domo)                                               | D. Copeland, R. McQueen, M. Poye                                    | Warning d'Ice-T                                                 | 1:09  |
| 10. | Would Ya? (Produit par Rob Quest et Domo)                                              | D. Copeland, R. McQueen, M. Poye                                    |                                                                 | 3:57  |
| 11. | Doobie Ashtray (Produit par DJ Premier)                                                | D. Copeland, Christopher Martin                                     | Quit It de Miriam Makeba Jimmy's Bonus Beat des Jungle Brothers | 5:17  |
| 12. | Just a Man (featuring Raphael Saadiq – Produit par Raphael Saadiq)                     | D. Copeland, Charlie Ray Wiggins, R.C. Ozuna Jr., G.D. Stanridge II |                                                                 | 4:44  |
| 13. | Fa Sho (featuring Odd Squad – Produit par Rob Quest, DJ Styles, Mike Dean et N.O. Joe) | D. Copeland, C. Garza, D. Johnson, J. Johnson, M. Dean, R. McQueen  |                                                                 | 4:21  |
| 14. | WXYZ (Produit par Blind Rob, Devin the Dude, Domo et Luster Baker)                     | D. Copeland, R. McQueen, M. Poye                                    |                                                                 | 3:49  |
| 15. | Tough Love (Produit par Rob Quest, DJ Styles et Tony Mason)                            | D. Copeland, R. McQueen, C. Garza                                   |                                                                 | 5:36  |
| 16. | Just Tryin' ta Live (featuring Odd Squad – Produit par David Banner et Mike Dean)      | D. Copeland, M. Dean, R. McQueen, H. Cross, R. Ellison, D. Johnson  |                                                                 | 5:26  |